# Tshangla
Tshangla, shâchop (sharchopkha dzongkha: dosł. „język wschodnich ludzi”) – język używany przez bhutańsko-hinduski lud Sharchop we wschodnich dystryktach Bhutanu, głównie w dystrykcie Traszigang.
Łącznie posługuje się nim ok. 99 tys. ludzi. Jest to dialekt dzongkha z silnymi wpływami języków indyjskich i nepalskiego, klasyfikowany jako odrębny język z grupy języków tybetańskich.
W porównaniu do pozostałych języków Bhutanu nie jest silnie zagrożony wymarciem. W użyciu jest też język dzongkha.